# Micromalthus debilis
Micromalthus debilis je druh brouka. Tento brouk žije na východě Spojených států.
Brouk je protáhlý, délky od 1,5–2,5 mm, tmavě hnědý se žlutýma nohama a tykadly, s hlavou větší než štítek a s očima po straně vystupujícíma. Larvy brouka jsou dřevokazné a žijí ve vlhkém, rozkládajícím se dřevu kaštanu a dubu. Brouci poškozují dřevěné telegrafní sloupy a proto se jim v angličtině říká „telephone-pole beetle“.
Je to zajímavý brouk, rozmnožuje se i partenogeneticky, může být živorodý a má unikátní životní cyklus s morfologicky různými larvami.
Z cerambycoidní larvy mohou vyrůst oplodněné samice nebo se změní na caraboidní larvu a z ní vyrostou dospělci.